# Knocked Out Loaded
Knocked Out Loaded ist das 24. Studioalbum von Bob Dylan, das im Juli 1986 von Columbia Records veröffentlicht wurde. Zahlreiche Kritiker bewerteten es als das Album, für das sich Dylan am wenigsten Mühe gegeben habe. Das elfminütige Brownsville Girl, das er zusammen mit Sam Shepard geschrieben hat, wird allerdings als eines seiner besten Lieder bezeichnet.

## Inhalte und Hintergründe
Die Aufnahmen zu Knocked Out Loaded entstammen verschiedener Sessions. Driftin’ Too Far from Shore wurde aus dem Outtake-Material des Vorgängeralbums Empire Burlesque von 1985 übernommen; das restliche Songmaterial wurde Ende April bis Ende Mai 1986 in zwei kalifornischen Aufnahmestudios eingespielt. An der Produktion beteiligt waren rund drei Dutzend Gastmusiker, darunter auch die Band Tom Petty & The Heartbreakers sowie ein Kinderchor. Die Platte selbst war überdurchschnittlich stark von Fremdkompositionen bestimmt, darunter You Wanna Ramble von Little Junior Parker, ein altes Bluesstück aus dem Jahr 1954 oder They Killed Him, ein wenig bekannter Song des Country-Musikers Kris Kristofferson.
Von der Kritik wurde das Album fast einhellig als gründlich misslungen gewertet. Explizit davon ausgenommen war bei den Kritikern lediglich der Song Brownsville Girl – ein rund 11-minütiges Stück, von ähnlicher Länge wie Desolation Row und Sad Eyed Lady of the Lowlands. Auch Dylan selbst hat viele Jahre später, 2017 in einem Gespräch mit Bill Flanagan, Brownsville Girl als einen seiner Songs bezeichnet, die nicht die Aufmerksamkeit erhalten hätten, die verdient gewesen wäre. Unter dem Titel New Danville Girl hatte Dylan den Song mit etwas abweichendem Text bereits im Dezember 1984 bei den Sessions zu Empire Burlesque aufgenommen, damals aber nicht auf dem Album veröffentlicht. Die offizielle Veröffentlichung erlebte New Danville Girl erst im Jahr 2021 auf Springtime In New York 1980–1985, Volume 16 der Bootleg Series.
Der Autor Olaf Benzinger, der in seinem Buch über Dylan dessen Musik in den Vordergrund rückt, verortet die Produktion von Knocked Out Loaded am Beginn einer Phase, die stark von kreativem Leerlauf geprägt gewesen sei. Ein persönliches Anschlussereignis war für Bob Dylan die im Juni 1986 erfolgte Heirat mit der Backgroundsängerin Carolyn Dennis, die an der Produktion des Albums beteiligt war.
Der Name des Malers und die Herkunft des Album-Covers blieb lange ungeklärt. In den Credits hieß es „Album Art: Charles Sappington“, aber von dem war zu hören, er kenne zwar die Herkunft, dürfe aber über sie nichts mitteilen und habe jedenfalls das Bild nicht selbst gemalt. Erst 2014, fast dreißig Jahre nach Veröffentlichung des Albums, stieß jemand auf eine Abbildung des Originals. Es handelt sich um die Titelseite eines Romanheftes, das wiederum fast fünfzig Jahre vor Veröffentlichung von Dylans Album erschienen war – die Titelseite des Magazins der Reihe Spicy Adventure Stories vom Januar 1939, der Name des Malers: Harry Lemon Parkhurst.

## Titelliste
1. You Wanna Ramble (Little Junior Parker) – 3:14
2. They Killed Him (Kris Kristofferson) – 4:00
3. Driftin’ Too Far from Shore (Bob Dylan) – 3:39
4. Precious Memories (Trad. Arr. Bob Dylan) – 3:13
5. Maybe Someday (Bob Dylan) – 3:17
6. Brownsville Girl (Bob Dylan, Sam Shepard) – 11:00
7. Got My Mind Made Up (Bob Dylan, Tom Petty) – 2:53
8. Under Your Spell (Bob Dylan, Carole Bayer Sager) – 3:58